# Hypopyra ossigera
Hypopyra ossigera là một loài bướm đêm trong họ Erebidae.